# Hopea micrantha
Espèce
Synonymes
- Hancea pierrei (Hance) Pierre[2]
- Petalandra micrantha Hassk.[2]

Statut de conservation UICN

 CR A4cd : 
En danger critique
Hopea micrantha est une espèce de plantes du genre Hopea de la famille des Dipterocarpaceae.